# ورزشگاه قندهار
ورزشگاه قندهار (پشتو: د کندهار لوبغالی) یک ورزشگاه چندمنظوره در قندهار، افغانستان است. از این ورزشگاه عمدتاً برای برگزاری مسابقات فوتبال استفاده می‌شود.
این ورزشگاه به نام‌های دیگری مانند ورزشگاه فوتبال قندهار نیز شناخته می‌شود. هم‌اکنون رویدادهای ورزشی بزرگی در این ورزشگاه برگزار می‌شود.